# Жизнь как чудо
«Жизнь как чудо» (серб. Живот је чудо) — художественный фильм производства Сербско-черногорского содружества и Франции, трагикомедия режиссёра Эмира Кустурицы 2004 года. В 2005 году был номинирован на премию «Золотой орел» как лучший фильм на иностранном языке.

## Сюжет
Босния. 1992 год. Лука — чудаковатый инженер, оставивший родной Белград ради маленького городка где-то в глухой провинции. Он одержим идеей построить железную дорогу, соединяющую Сербию и Боснию. Жена Луки — оперная певица Ядранка — страдает от душевной болезни, сын Милош хочет из местной футбольной команды перебраться в столичный «Партизан».
Тем временем в Югославии происходят значительные политические изменения. Эти изменения сказываются и на жизни маленького городка. Во время охоты на медведя киллер убивает мэра города — обжору, бабника, но человека, не лишенного определенных положительных качеств. По железной дороге Луки в город прибывают новые хозяева, построившие свою карьеру на торговле наркотиками. Приходит известие, что Милоша забирают в армию. Одновременно с этим ему сообщают, что его ждут в «Партизане». Во время праздника, посвященного покупке нового локомотива, проводам Милоша и представлению нового мэра города, жена Луки сбегает с венгром-мультиинструменталистом. В тот же день капитану Алексичу сообщают, что началась война. Капитан Алексич — преданный родине офицер, осознающий всю бессмысленность начавшейся войны.
Вскоре Лука узнает, что его сын попал в плен. Лука рвётся в бой, на место Милоша, но капитан Алексич его не пускает. Через некоторое время приятель Милоша предлагает ему забрать себе пленную девушку-боснячку, чтобы впоследствии обменять её на Милоша. Лука соглашается, и пленная девушка по имени Саба́ха поселяется у него в доме. Между ними возникают близкие отношения. Вскоре возвращается жена Луки — Ядранка. Лука и Сабаха собираются бежать в Сербию, но возле реки Дрины Сабаху ранят в колено боснийские боевики. Путь в единственный на всю округу госпиталь при военной части оказывается долгим, но потерявшая много крови Сабаха выживает.
Неожиданно для влюблённых выясняется, что Сабаха включена в списки на обмен между участниками конфликта. Против воли самой Сабахи её обменивают, тем самым разлучая с Лукой. Возвращается домой и Милош.
Война заканчивается. Семья возвращается в свой дом возле железнодорожной станции. Лука чувствует, что не сможет так жить, и пытается совершить самоубийство — ложится на рельсы возле одного из тоннелей, но между ним и поездом встает ослица, которая периодически возникает в фильме как символ безнадежной любви. Последний кадр фильма символичен: Лука и Сабаха, оседлав ослицу, бегут от всего того, что мешает их любви.

## В ролях
| Актёр             | Роль              |
| ----------------- | ----------------- |
| Славко Штимац     | Лу́ка Джу́рич       |
| Наташа Шолак      | Саба́ха Биши́рович  |
| Весна Тривалич    | Ядра́нка Джурич    |
| Вук Костич        | Ми́лош Джурич      |
| Александар Берчек | Ве́льо             |
| Стрибор Кустурица | капитан Але́ксич   |
| Мирьяна Каранович | На́да              |
| Бранислав Лалевич | новый мэр Радова́н |
| Никола Койо       | Филипо́вич         |
| Деян Спаравало    | дирижёр           |

## Съёмочная группа
- Режиссёр — Эмир Кустурица
- Продюсеры — Эмир Кустурица, Майя Кустурица[серб.], Ален Сард
- Авторы сценария — Эмир Кустурица, Ранко Бозич[серб.]
- Композиторы — Эмир Кустурица, Деян Спараволо
- Оператор — Мишель Аматью
- Художник — Миленко Йеремич
- Монтаж — Светолик Зайц
- Художник по костюмам — Зора Попович

## Саундтрек
1. The No Smoking Orchestra — In the beginning
2. The No Smoking Orchestra — Evergreen
3. The No Smoking Orchestra — Wanted man
4. The No Smoking Orchestra — Kiss the mother
5. The No Smoking Orchestra — Moldavian song
6. The No Smoking Orchestra — Vasja
7. The No Smoking Orchestra — Dying song
8. The No Smoking Orchestra — Looking for Luka
9. The No Smoking Orchestra — Ovo je muski svet
10. The No Smoking Orchestra — Fatal wounds
11. The No Smoking Orchestra — Who killed the D.J.
12. The No Smoking Orchestra — Karakaj
13. The No Smoking Orchestra — The waterfall
14. The No Smoking Orchestra — Gladno Srce
15. The No Smoking Orchestra — Looking for Sabaha
16. The No Smoking Orchestra — When life was a miracle

БОНУС (только в специальном сербском издании)
1. The No Smoking Orchestra — Kad sam bio mlađan lovac ja
2. The No Smoking Orchestra — Bye bye Dobrila
3. The No Smoking Orchestra — Leskovacki zvižđuk

## Съёмки
Местом съёмок в фильме стала так называемая «Деревня Эмира Кустурицы» — Дрвенград. Она находится на границе Сербии и Боснии и Герцеговины, недалеко от горы Мечавник. Сначала Кустурица построил тут дом для себя, затем для своего сына. Постепенно появилась идея о создании настоящего этнографического поселения. В деревне на площади стоят старые автомобили из фильмов Эмира Кустурицы. А также на железной дороге, которую Кустурица отремонтировал для фильма «Жизнь как чудо», стоит автомобиль, который ездил в кино по рельсам.
Съёмки фильма продолжались 13 месяцев практически без перерыва — съёмочной группе не везло с погодой, к тому же Кустурица постоянно переписывал сценарий.

## Отзывы прессы
«Жизнь как чудо» был номинирован на «Золотую пальмовую ветвь», но критики встретили этот фильм довольно сдержанно, в отличие от предыдущих фильмов Кустурицы. Режиссёра обвинили в самоповторе и в затягивании фильма, в то же время отмечая безупречную профессиональную работу.
- «Кустурица видит жизнь со всеми её страхами и драмами, но и с её радостями» («Monsieur Cinèma»)
- «Возможно, это наиболее мягкий и оптимистичный фильм Кустурицы» («Première»)

## Награды
- 2004 — Приз французской национальной системы образования на фестивале в Каннах
- 2005 — Премия «Сезар» Французской киноакадемии лучшему фильму Европейского союза